# Droga R1 (Białoruś)
Droga R1 – droga o znaczeniu krajowym na Białorusi. Łączy Mińsk z Dzierżyńskiem. Jej długość wynosi 25 km.
Droga biegnie przez obszar rejonu mińskiego i dzierżyńskiego, w obwodzie mińskim.

## Przebieg
- Rejon miński
  -  Mińsk R1
  -  Fanipal

- rejon dzierżyński
  -  M1 E30
  -  Dzierżyńsk R1